# Краеведческий музей имени Х. Исаева
Краеведческий музей имени Хусейна Исаева, расположенный на территории замкового комплекса Пхакоч, открыт в сентябре 2011 года.

## Описание
Замковый комплекс Пхакоч расположен у входа в ущелье Тазбичи. Комплекс воссоздан на базе средневекового историко-архитектурного комплекса XI—XV веков Пхьакоч. Реставраторы полностью восстановили замковый комплекс в первозданном виде. Внутри крепости расположены несколько жилых башен, боевая башня, водяная мельница, каменные строения. Многие камни башенного комплекса покрыты петроглифами.
На первом этаже одной из жилых башен размещается краеведческий музей. В состав экспозиции входят старинное оружие, утварь, предметы быта, орудия труда. На втором этаже располагается мемориальный музей Хусейна Исаева — первого председателя госсовета республики, погибшего в 2004 году во время теракта на стадионе «Динамо» в Грозном. Экспозиция воспроизводит обстановку рабочего кабинета политика. Здесь хранятся его личные вещи, документы с его пометками, научные труды Исаева.